# バーンパハン郡
座標: 北緯14度27分45秒 東経100度32分41秒 / 北緯14.46250度 東経100.54472度
バーンパハン郡（バーンパハンぐん）はタイ、アユタヤ県の郡（アムプー）の一つ。

## 歴史
郡はもともとナコーンナイ郡と呼ばれる地域であり、バーンナーンラー運河の岸のワット・インガンラヤー周辺（現タムボン・バーンリー）に郡庁舎があった。1897年に庁舎をロッブリー川東岸タムボン・コルーン（現タムボン・バーンパハン、ムー6）に移し、当時の舟による交通に対応した。1906年、適正な行政区画規模にする改革が行われ、タムボン・コルーンは二つのタンボンに分割された。コルーン運河から東側地域をタムボン・バーンパハンとし、タムボン・コルーンを廃止した。さらに郡庁舎のあるタムボン・バーンパハンを郡名にし、バーンパハン郡となった。1921年郡庁舎の老朽化したため、元の庁舎から100m北に新庁舎を建設し、旧庁舎は改修し、官舎とした。
ラーマ2世の頃にラオスのヴィエンチャンから移住してきたプワン人が居住地を作った。彼らは村に「ガンハン」（風車、กังหัน）を設置した。その後、この「ガンハン」が「パハン」の語に崩れ、この地の名となったと言われている。

## 地理
隣接する郡は北から時計回りに、アユタヤ県マハーラート郡、ナコーンルワン郡、プラナコーンシーアユッタヤー郡、バーンバーン郡、アーントーン県パーモーク郡。ロッブリー川が流れる。

## 行政区分
郡内には17のタムボンがあり、さらにその下位に94の村（ムーバーン）がある。1つの自治体（テーサバーン）が設置されており、以下のようになっている。
- テーサバーンタムボン・バーンパハン・・・タムボン・クワンムアンの全体とタムボン・バーンパハンとタムボン・バーンナーンラーの一部

また、郡内には17のタムボンが設置されている。以下は郡内のタムボンの一覧である。
1. タムボン・バーンパハン・・・ตำบลบางปะหัน
2. タムボン・カヤーイ・・・ตำบลขยาย
3. タムボン・バーンドゥア・・・ตำบลบางเดื่อ
4. タムボン・サオトン・・・ตำบลเสาธง
5. タムボン・ターンクラーン・・・ตำบลทางกลาง
6. タムボン・バーンプルーン・・・ตำบลบางเพลิง
7. タムボン・ハンサン・・・ตำบลหันสัง
8. タムボン・バーンナーンラー・・・ตำบลบางนางร้า
9. タムボン・ターニム・・・ตำบลตานิม
10. タムボン・タップナーム・・・ตำบลทับน้ำ
11. タムボン・バーンマー・・・ตำบลบ้านม้า
12. タムボン・クワンムアン・・・ตำบลขวัญเมือง
13. タムボン・バーンリー・・・ตำบลบ้านลี่
14. タムボン・ポーサームトン・・・ตำบลโพธิ์สามต้น
15. タムボン・プットラオ・・・ตำบลพุทเลา
16. タムボン・ターンエン・・・ตำบลตาลเอน
17. タムボン・バーンクロー・・・ตำบลบ้านขล้อ